# Louise Otto
Louise Otto (n. 30 august 1896, Hamburg, Imperiul German – d. 9 martie 1975, Hamburg, RFG) a fost o înotătoare ce a reprezentat Imperiul German, medaliată olimpică. A participat la o ediție a Jocurilor Olimpice (1912) în care a câștigat o medalie de argint.

## Participări
Lista de mai jos prezintă principalele competiții la care a participat Louise Otto de-a lungul carierei.
- swimming at the 1912 Summer Olympics – women's 4 × 100 metre freestyle relay[*]